# Weissópolis
Weissópolis é um bairro brasileiro presente na atual subdivisão do município de Pinhais, Paraná. Sua população em 2010 é de 17.202 mil pessoas, sendo o bairro mais populoso do município.

## História
A clássica Estação Ferroviária de Pinhais, que impulsionou o início da formação do povoado na região do atual município, está localizada exatamente na Avenida Afonso Camargo, responsável pela divisa dos bairros Weissópolis e Centro. Além disto, o nome do bairro é uma homenagem à Guilherme Weiss, um dos donos da Indústria Cerêmica que esteve presente na região desde o início do século XX, por volta de 1912. Mais tarde, em 1967 foi instalado no bairro o Autódromo Internacional de Curitiba, que é de grande importância e que é palco de diversas competições de Stock Cars. Atualmente o bairro abriga o Moinho do Nordeste S/A e é conhecido por limitar-se e dar acesso ao bairro Cajuru em Curitiba. Abriga também o prédio da Secretaria de Educação e possui uma extensa região dedicada ao comércio que se estende pela Avenida Iraí. O bairro conta com 2 ônibus públicos: Weissópolis e Pinhais/Centenário.

## Geografia
O bairro Weissópolis está localizado ao sul de Pinhais. Interiormente limita-se com os bairros Centro (à norte), Estância Pinhais (à noroeste) e Vargem Grande (à norte/nordeste). A Avenida Ayrton Senna da Silva é responsável pela separação do bairro com os bairros Centro e Estância Pinhais, já a Avenida Iraí separa-o do bairro Vargem Grande. Exteriormente, está delimitado com o bairro Cajuru (à sul/sudoeste) em Curitiba e com o Jardim Ipê (à sudeste) em São José dos Pinhais, ambos separados pelo Rio Iraí e Rio Atuba, que quando juntam-se ao sul do bairro, formam o Rio Iguaçu. Frequentemente durante tempestades, os moradores próximos aos rios sofrem com alagamentos devido à poluição deles.
O relevo do bairro é considerado plano, com leves ondulações e inclinações que oscilam de 870 à 890 metros em relação ao nível do mar. Em seu terreno, a vegetação predominante é a Floresta ombrófila mista, que é formada principalmente por pinheiros-do-paraná. Suas coordenadas são -25° 27' 26.00", -49° 11' 8.00", que apontam no centro do bairro.

## Órgãos públicos
O bairro conta com 13 prédios públicos que prestam atividades recreativas, de saúde, educacionais e de segurança.
- Assistência Social - CRASS Weissópolis
- Campo de Futebol Weissópolis
- Clínica Odontológica Weissópolis
- Colégio Estadual Humberto de Alencar Castelo Branco
- Colégio Estadual Oscar Joseph D' Placido e Silva
- Creche Municipal de Educação Infantil Raimunda Boeng Gorges
- Creche Municipal de Educação Infantil Tia Marlene
- Escola Municipal João Leopoldo Jacomel
- Escola Municipal Severino Massignan
- Escola Municipal Thereza Correa Machado
- Polícia Militar
- Secretaria da Educação
- Unidade de Saúde Weissópolis

## Problemas urbanos
A população que habita próximo ao Rio Iraí sofrem frequentemente com alagamentos do rio devido ao nível elevado de poluição. Os moradores queimaram pneus em julho de 2009 e protestaram contra a falta de atenção da Prefeitura Municipal devido às enchentes. Também houve protesto devido às condições das ruas do bairro.